# 12409 Bukovanská
12409 Bukovanská eller 1995 SL3 är en asteroid i huvudbältet som upptäcktes den 28 september 1995 av Kleť-observatoriet i Tjeckien. Den är uppkallad efter Marcela Bukovanská.
Asteroiden har en diameter på ungefär 2 kilometer och den tillhör asteroidgruppen Massalia.